# Karl Langenskiöld

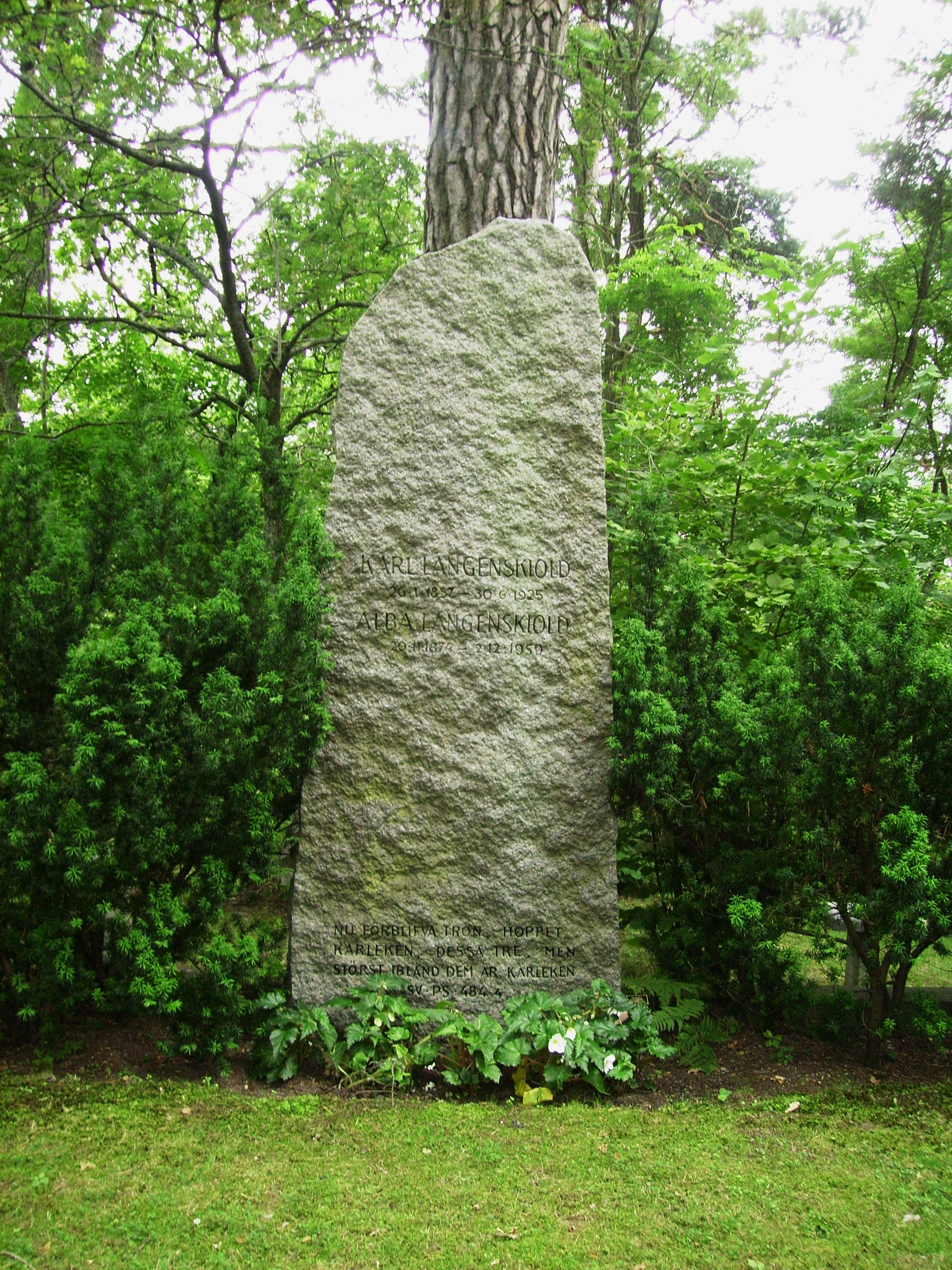
Gravvård på Djursholms begravningsplats.

Bror Karl Johan Langenskiöld, född 26 januari 1857 i Pau, Frankrike, död 30 juni 1925 i Stockholm, var en finländsk-svensk bankman och nationalekonom. Han var finländsk friherre och 1916–1919 svensk riksdagsman. Langenskiöld deltog i bankkommittén 1900 som beslutade att Riksbanken skulle bli rikets centralbank och utge sedlar. Han var riksbankschef (bankofullmäktig) 1901–1912.

## Biografi
Langenskiöld växte upp i Finland och hade från födseln finländskt medborgarskap. Han blev filosofie magister 1877 vid universitetet i Helsingfors, och juris utriusque kandidat 1881. År 1882 var han borgarståndets sekreterare under lantdagen i Helsingfors, och hade tjänst i Sankt Petersburg på statssekretariatet. 1886 doktorerade han i nationalekonomi i Helsingfors, och blev docent samma år. Efter att ha undervisat vid universitetet, lämnade han den akademiska världen 1890 då han blev Verkställande direktör för Nordiska aktiebanken i Viborg. Han blev snart ett känt namn, och kallades till Stockholm och Skandinaviska banken, där han 1895 blev verkställande direktör och samtidigt svensk medborgare.
År 1900 ingick Langenskiöld i en statlig kommitté som skulle teckna upp strategin för att omvandla Sveriges riksbank till en modern centralbank, och ta monopol på att ge ut sedlar. I detta arbete gjorde sig Langenskiöld sig mycket uppskattad, och valdes av Sveriges riksdag till bankofullmäktig 1901.
År 1907 tog Karl Langenskiöld över ansvaret för verksamheten i D. Carnegie & Co AB i Göteborg.
Vid finanskrisen 1907 gjorde Langenskiöld en stor insats för att rädda de svenska finanserna. I samband med detta omformade han banken till ett mera självständigt ämbetsmannaverk, med ökat oberoende från riksdagen. 1912 försökte han driva igenom att alla högre poster skulle tillsättas på meriter, men förslaget gick inte igenom i riksdagen, varefter han avgick som bankofullmäktig. Under åren 1916–1919 var han ledamot av första kammaren, och var därtill under många år ledamot av stadsfullmäktige i Stockholm, samt i flera bolagsstyrelser.
Langenskiöld deltog därefter i förberedelserna för grundandet av Riksräkenskapsverket och i flera andra statliga kommittéer. 1912 blev han invald i Kungliga Vetenskapsakademien, och utsågs till dess preses 1922.
Langenskiöld gjorde betydelsefulla donationer, bland annat Karl Langenskiölds minnesfond, samt till Finlands kamp för självständighet, Åbo Akademi, och till den frivilliga försvarsutbildningen. Han erhöll Frihetskorset av första klass 1918.
Han har en gata uppkallad efter sig i Danderyds kommun "Langenskiölds väg".

## Familj
Karl Langenskiölds släkt kommer från Borgå, där förfadern Henrik Påvelsson hade ett frälsehemman på 1600-talet. Ätten adlades 1772, innan dess hade den hetat Lang. Släkten immatrikulerades på Finlands riddarhus 1818. Karls far Carl Fabian Langenskiöld var senator och upphöjdes till friherre. Karl var dennes yngste son med Maria Magdalena af Björksten.
1893 gifte Karl Langenskiöld sig med Alba Maria Ekman, dotter till Oscar Ekman och Maria Amelie Albinia Ekman. Han fick med henne döttrarna Alba Maria Rosina Langenskiöld och författaren och hälsopionjären Ebba Langenskiöld-Hoffmann (sedermera Ebba Waerland) samt sönerna konsthistorikern Eric Langenskiöld och finansmannen Carl Gustaf Langenskiöld. 1932, i Kreugerkraschens kölvatten, grundade Carl Gustaf Langenskiöld Bankirfirman Langenskiöld som 1980 bytte namn till 
Carnegie.
Karl Langenskiöld är begravd på Djursholms begravningsplats.